# Melfalan
Melfalan – organiczny związek chemiczny, lek należący do pochodnych iperytu azotowego, który zawiera rodnik fenyloalaninowy. Ma właściwości alkilujące, jest cytostatykiem swoistym dla cyklu komórkowego. Działa wolniej i jest mniej toksyczny niż np. cyklofosfamid.

## Zastosowanie
- szpiczak mnogi
- czerwienica

## Działania niepożądane
- supresja szpiku (opóźniona)
- nudności i wymioty (rzadko)
- włóknienie płuc
- łysienie
- może powodować bezpłodność u mężczyzn
- wtórne białaczki

## Interakcja z innymi lekami
- Cyklosporyna – melfalan zwiększa jej toksyczność

## Dawkowanie
Melfalan podaje się doustnie lub rzadziej dożylnie. Preparat jest dostępny pod nazwą handlową Alkeran. Ze względu na dość dużą toksyczność i wąski zakres działania jest rzadko stosowany w onkologii.